# ペルーの鉄道

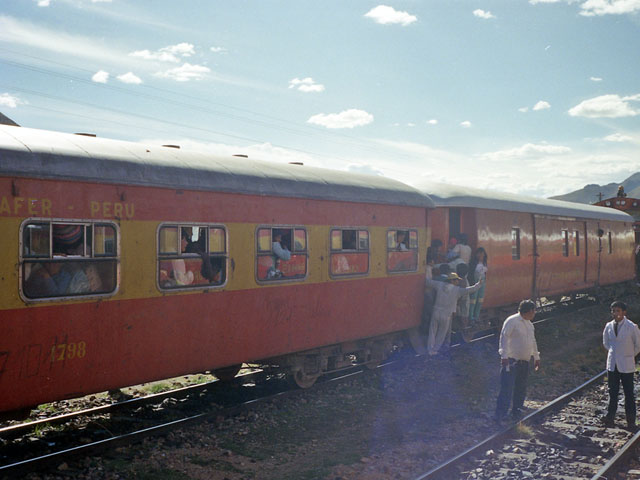
ペルー南部鉄道の客車

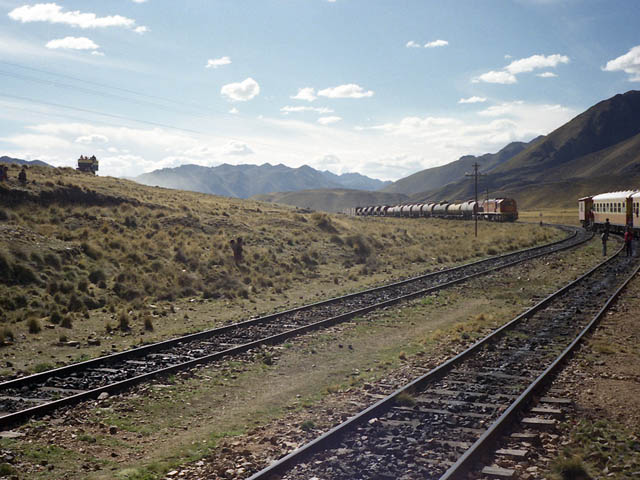
最高点ラ・ラヤまたはその近辺の海抜4000m地帯

ペルーの鉄道は、ペルー共和国の鉄道について記す。

## 歴史
1851年、首都リマとその郊外の港湾都市カヤオの間に最初の鉄道が開通した。これは、南米で初めての鉄道であった。その後、1894年にカヤオからラ・オロヤまでアンデス山脈を越えるペルー中央鉄道が開通するなど、路線網を伸ばした。主要路線の運営は、かつてはペルー国鉄(Empresa Nacional de Ferrocarriles SA, ENAFER)が行っていた。ペルー国鉄は1990年まで黒字だったが、その後収支が急激に悪化し、1999年、路線の所有は国鉄のまま30年間のコンセション（公設民営化）によって運行が民営化された。

## 事業者
- ペルー国鉄（英語版）

## 路線
- ペルー中央鉄道
  - カヤオ - リマーラ・オロヤ - ワンカーヨ間332km （軌間1435mm）かつて旅客列車が走っていたが、現在は休止(但し、観光シーズンのみ月に一往復程度で旅客列車が運行されている）。
  - ラ・オロヤ - Cerro de Pasco間118km （軌間1435mm）
  - ワンカーヨ - Huancavelica間127km （軌間914mm）　旅客列車が運行している。
- ペルー南部鉄道 （軌間1435mm）
  - クスコ - フリアカ - プーノ間385km　旅客列車が運行している。
  - フリアカ - アレキパ - モジェンド間524km　かつて定期旅客列車が走っていたが、現在は休止している。
  - タクナ - アリカ（チリ）間62km　チリとの国際路線だが、運営はペルーが行っている。旅客列車が運行されている模様。

- ペルー南東鉄道 (軌間914mm)
  - クスコ(ポロイ) - オリャンタイタンボ - マチュ・ピチュ（アグアスカリエンテス）間107km　旅客列車が運行されている。
  - オリャンタイタンボ - ウルバンバ間43km

※旧国鉄の主要な路線のみ。他に支線や鉱山公社・民間鉱山会社運営の路線があるが、いずれも貨物列車のみ、現在の運行状況は不明である。

## 運行
旅客列車の運行は縮小傾向にある。かつて中央鉄道のリマ - ワンカーヨ間、南部鉄道のアレキパ - フリアカ - プーノ間で定期旅客列車が運行されていたが、アレキパ - フリアカ間は2002年頃、中央鉄道はそれより以前の国鉄時代に旅客列車の運行が休止されている。また、南東鉄道はかつてクスコからマチュ・ピチュ（アグアスカリエンテス）を経てキジャバンバまで約120kmを結んでいたが、マチュ・ピチュからキジャバンバまでの約20kmは、1990年代末に崖崩れなどのために廃線となった。
現在定期旅客列車が運行されているのは、（1）南部鉄道のクスコ - フリアカ - プーノ間、（1）南東鉄道のクスコ - マチュ・ピチュ間、（3）北部のワンカーヨ - Huancavelica間、（4）南部のタクナ - アリカ間だけである。これらの列車の運行は、（1）、（2）はオリエント急行を運行するベルモンドとペルー資本の合弁によるペルー・レイル、（2）はENAFER、（3）はENAPUが運行を行っている。
- クスコ - フリアカ - プーノ間は、以前は毎日1往復運行されていたが、2006年現在は週3往復である(ただし、4月から10月は週4往復)。上下とも朝8時発、17時30分着の所要9時間30分となっているが、あくまで時刻表上であり、実際には大幅の遅延が常態となっている。実際の所要時間は12時間から14時間である。
- クスコ - マチュ・ピチュ（アグアスカリエンテス）間は、1日3〜4往復が全区間を運行している。また、途中のオリャンタイタンボからマチュ・ピチュまでは自動車道がなく、鉄道が唯一の交通機関であるため、この区間のみの区間運転も数往復ある。所要時間は片道3時間半前後。
- アレキパ - フリアカ - プーノ間は、現在定期旅客列車は運行されていないが、40人以上の団体客または個人のチャーター便があれば運行するとペルーレールのホームページ（後述）に記載がある。
- タクナ - アリカ間は気動車を使用した国際旅客列車が運行されている。

## 最高地点
2006年にチベットの青蔵鉄道が開通するまで、鉄道の世界最高地点はペルーの鉄道にあった。最高地点は、中央鉄道カヤオ - ラ・オロヤ間の本線で海抜4781m、支線で4818m。南部鉄道のアレキパ - フリアカ間のコルカで海抜4470m。ただし、いずれも現在は定期旅客列車の運行がない。定期旅客列車の走る最高地点は、クスコ - フリアカ間のほぼ中間点に位置するラ・ラヤで海抜4319mである。

## 隣接国との鉄道接続状況
- エクアドル - 接続なし
- コロンビア - 接続なし
- ブラジル - 接続なし
- ボリビア - チチカカ湖を鉄道連絡船で接続する（プーノ～グアキ（英語版））。鉄道連絡船はペルーの標準軌とボリビアのメーターゲージの両方に対応した三線軌を備えている。
- チリ - 接続あり

## 関連著作物
- 宮脇俊三著『汽車旅は地球の果てへ』 同著中、「アンデスの高山列車」の章は、1984年9月に著者がペルー国鉄のクスコ〜マチュ・ピチュ、クスコ〜プーノ、リマ〜ワンカーヨに乗車した際の紀行文である。